# Rezydencja (serial telewizyjny)
Rezydencja – polski serial obyczajowy emitowany na antenie TVP1 od 7 września 2011 do 29 lutego 2012.
Zdjęcia do serialu powstawały w Warszawie i Zdunowie.
Z założenia produkcji serial miał liczyć ponad 100 odcinków, jednak po premierze z odcinka na odcinek oglądalność serialu nieustannie malała, co w konsekwencji zdecydowano się nie przedłużać o kolejną serię. Ostatni odcinek zakończył się cliffhangerem.

## Fabuła
W majętnej i ustosunkowanej rodzinie Podhoreckich nagle, oprócz pieniędzy i wpływów, zaczynają się liczyć także emocje. Dzieje się tak za sprawą Barbary Kochanowskiej (Anna Cieślak), która zostanie zatrudniona w imperium zarządzanym przez jej ojca. Jednakże sama bohaterka nigdy się nie dowiaduje, kto jest jej biologicznym ojcem.

## Obsada
- Anna Cieślak jako Barbara Kochanowska – córka Elżbiety Kochanowskiej i Jana Podhoreckiego. Reporterka miejscowej gazety "Nasze Sprawy". Jest zaradna i wie co chce osiągnąć w życiu. Bardzo ostrożnie podchodzi do rodziny Podhoreckich.
- Jerzy Zelnik jako Jan Podhorecki – głowa swojej rodziny. Bardzo łagodnie podchodzi do wychowania swoich dzieci.
- Grażyna Szapołowska jako Urszula Podhorecka – żona Jana. Kobieta, którą interesują tylko pieniądze i intrygi. Nie liczy się ze zdaniem innych ludzi, którzy nie są z jej rodziny. Stara się bardziej ostro wychowywać dzieci. Ma siostrę Annę.
- Klaudia Halejcio jako Marysia Podhorecka – córka Jana i Urszuli. Rozpuszczona dziewczyna, która zwykle dostaje to czego chce.
- Jan Wieczorkowski jako Marek Podhorecki – syn Jana i Urszuli. Nie jest w stałym związku. Ma brata Łukasza i siostrę Marysię. Jak się później okazuje Basia Podhorecka jest jego przyrodnią siostrą.
- Sambor Czarnota jako Łukasz Podhorecki – syn Jana i Urszuli. Ma żonę Julię i dwójkę dzieci. Najczęściej kłóci się z ojcem, jednak matka broni go w każdej sprawie.
- Małgorzata Pieczyńska jako Elżbieta Kochanowska – matka Basi. W dawnych latach była związana z Janem Podhoreckim, jednak ich związek zakończył się z powodu wielkiego nieporozumienia. Ma żal do mężczyzny, że wyjechał z miasta nie dzwoniąc do niej ani razu. Jak się później okazuje nie jest to do końca prawda.
- Weronika Książkiewicz jako Julia Podhorecka – żona Łukasza Podhoreckiego. Ma dwójkę dzieci. Pracuje jako kreatorka mody.
- Zofia Tomaszewska-Charewicz jako Łucja Grabowska – matka Elżbiety i babcia Basi. Chciałaby, by jej wnuczka znalazła miłość na całe życie.
- Katarzyna Figura jako Anna Żurowska – siostra Urszuli. Mieszka w rezydencji Podhoreckich. Nie posiada żadnego majątku, który straciła przez zamiłowanie do hazardu.
- Daria Widawska jako Karolina Musiał – najlepsza przyjaciółka Basi Kochanowskiej.

## Spis serii
| Seria | Okres emisji          | Odcinki   | Premiera serii  | Finał serii    | Pora emisji                             |
| ----- | --------------------- | --------- | --------------- | -------------- | --------------------------------------- |
| 1     | jesień 2011–zima 2012 | 1–58 (58) | 7 września 2011 | 29 lutego 2012 | wtorek–czwartek, ok. 21.25; środa 21.30 |